# Emily Watson

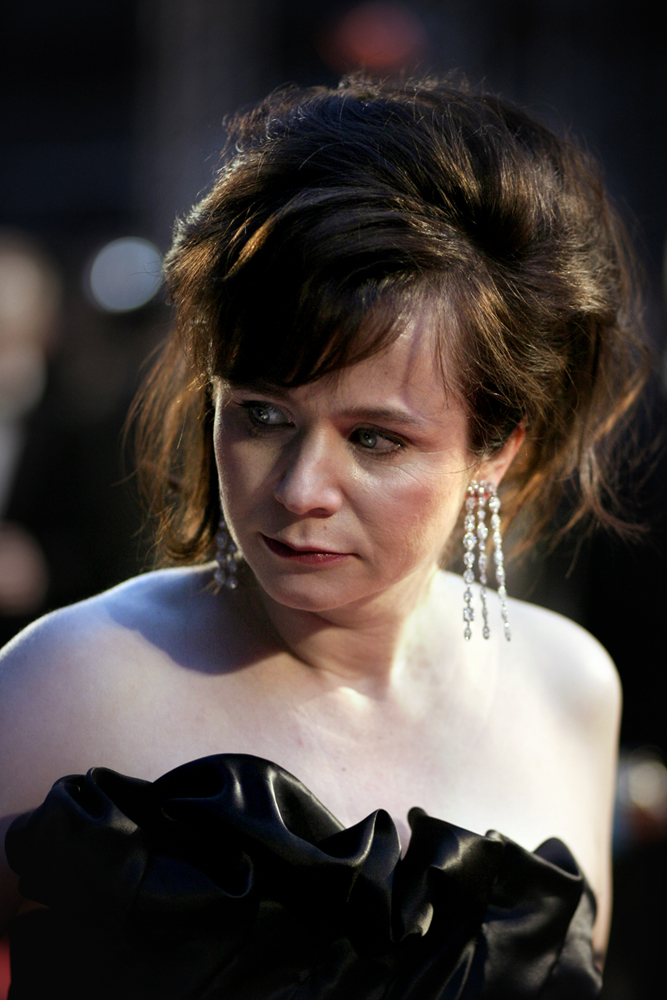
Emily Watson (2007)

Emily Anita Watson (ur. 14 stycznia 1967) – brytyjska aktorka, najbardziej znana z debiutanckiej roli w filmie Larsa von Triera Przełamując fale.

## Życiorys
Watson próbowała trzykrotnie dostać się do szkoły aktorskiej. Mimo to w 1992 rozpoczęła pracę w prestiżowej Royal Shakespeare Company. W 1996 Lars von Trier zaproponował jej rolę w filmie Przełamując fale po tym, jak tę samą propozycję odrzuciła Helena Bonham Carter. Jej filmowy debiut w roli Bess McNeill, prostej dziewczyny ze Szkocji, która zostaje prostytutką, wierząc, że w ten sposób uzdrowi swojego męża, przyniósł jej uznania krytyków i nominację do Oscara.
Kolejną ważną rolą w jej karierze była rola w filmie Hilary i Jackie z 1998, gdzie wcieliła się w postać znanej wiolonczelistki Jacqueline du Pré. Ta rola przyniosła jej kolejną nominację do Oscara. Watson zagrała również w takich znanych produkcjach jak: Gosford Park Altmana czy Czerwony smok Ratnera. W 2004 otrzymała nominację do Złotego Globu za rolę pierwszej żony Petera Sellersa w filmie Peter Sellers: Życie i śmierć. W 2005 udzieliła swojego głosu w animowanym filmie Gnijąca panna młoda Tima Burtona.
Emily Watson nadal pojawia się na scenach teatralnych Londynu i Nowego Jorku.

## Filmografia
- 1996: Przełamując fale (Breaking the Waves) jako Bess McNeill
- 1996: Metroland jako Marion
- 1997: Młyn nad Flossą (Mill on the Floss) jako Maggie Tulliver
- 1997: Bokser (The Boxer) jako Maggie
- 1998: Hilary i Jackie (Hilary and Jackie) jako Jackie du Pré
- 1999: Prochy Angeli (Angela’s Ashes) jako Angela
- 1999: Cradle Will Rock jako Olive Stanton
- 2000: Trixie jako Trixie Zurbo
- 2000: Obrona Łużyna (The Crane) jako Natalia Katkow
- 2001: Gosford Park jako Elsie
- 2002: Lewy sercowy (Punch-Drunk Love) jako Lena Leonard
- 2002: Czerwony smok (Red Dragon) jako Reba McClane
- 2002: Equilibrium jako Mary O’Brian
- 2003: Blossoms & Blood jako Lena Leopard
- 2004: Peter Sellers: Życie i śmierć (The Life and Death of Peter Sellers) jako Anne Sellers
- 2005: Burzliwy czas (Wah-Wah) jako Ruby Compton
- 2005: Dwie prawdy (Separate Lies) jako Anne Manning
- 2005: Propozycja (The Proposition) jako Martha Stanley
- 2005: Gnijąca panna młoda Tima Burtona (Corpse Bride) jako Victoria Everglot (głos)
- 2006: Miss Potter jako Millie Warne
- 2006: Krucjata w dżinsach (Kruistocht in spijkerbroek) jako Mary Vega
- 2007: Koń wodny: Legenda głębin  (The Water Horse: Legend of the Deep) jako Anne MacMorrow
- 2008: Świetliki w ogrodzie (Fireflies in the Garden) jako Jane Lawrence
- 2008: Synekdocha, Nowy Jork (Synecdoche, New York) jako Tammy
- 2008: Córka opiekuna wspomnień (The Memory Keeper's Daughter) jako Caroline Gil
- 2009: Bez duszy (Cold Souls) jako Claire
- 2009: Wichry Kołymy (Within the Wirlwind) jako Eugenia Ginzburg
- 2010: Cemetery Junction jako pani Kendrick
- 2010: Oranges and Sunshine jako Margaret Humphreys
- 2011: Czas wojny (War Horse) jako Rose Narracott
- 2011: U boku oskarżonego (Appropriate Adult) jako Janet Leach
- 2012: Anna Karenina jako hrabina Lidia Iwanowna
- 2013: Some Girl(s) jako Lindsay
- 2013: The Politician’s Husband jako Freya
- 2013: Belle jako lady Mansfield
- 2013: Złodziejka książek (The Book Thief) jako Rosa Hubermann
- 2014: Teoria wszystkiego (The Theory of Everything) jako Beryl Wilde
- 2014: 33 Liberty Lane jako Brenda
- 2014: Little Boy jako Emma Busbee
- 2014: Molly Moon: The Incredible Hypnotist jako panna Trinklebury
- 2014: Testament młodości (Testament of Youth) jako pani Brittain
- 2015: Everest jako Helen Wilton
- 2015: Garderobiany (The Dresser) jako Her Ladyship
- 2015: A Song for Jenny jako Julie Nicholson
- 2015: Randka z królową (A Royal Night Out) jako Królowa
- 2015: Sekretne życie Marilyn Monroe (The Secret Life of Marilyn Monroe) jako Grace McKee
- 2015: Molly Moon and the Incredible Book of Hypnotism jako Panna Trinklebury
- 2015: Little Boy jako Emma Busbee
- 2017: Mroczny zaułek (Apple Tree Yard) (miniserial) jako Yvonne Carmichael
- 2017: Geniusz (Genius) (serial TV) jako Elsa Einstein
- 2017: Potworna rodzinka jako Emma
- 2017: Na plaży Chesil (On Chesil Beach) jako Violet Ponting
- 2017: Kingsman: Złoty krąg (Kingsman: The Golden Circle) jako Fox
- 2017: Małe kobietki (Little Women) jako Marmee March
- 2018: Król Lear (King Lear) jako Regan
- 2018: Szczęśliwy książę (The Happy Prince) jako Constance
- 2019: Czarnobyl (serial TV) jako Uliana Chomiuk
- 2020: Dzień trzeci (The Third Day) jako pani Martin
- 2021: Too Close jako dr Emma Robinson